# Pierre Ancelin
Pierre Ancelin   (Canes, 25 d'octubre de 1934 - Fontenay-lès-Briis, 19 de desembre de 2001) és un compositor francès.

## Biografia
Va estudiar pedagogia i història de la música als conservatoris d'Aix-en-Provence i Marsella, després va fer cursos d'estètica amb Olivier Messiaen a París. Però és sobretot un autodidacte en composició i orquestració, encara que seguia els consells d'Ernest Ansermet i Frank Martin. A partir de 1963, col·labora habitualment amb "Lettres françaises" així com amb diverses revistes musicals estrangeres. El 1975 va fundar la UNCM (Unió Nacional de Compositores de Música) amb André Jolivet, Daniel-Lesur i Henri Sauguet. Presidirà aquest sindicat fins a l'any 2000. Va ser nomenat inspector general de música a la ciutat de París l'any 1978 per Marcel Landowski. En quedaran vint-i-tres i renovaran profundament la vida musical dels conservatoris Municipals. Pierre Ancelin és també a l'origen d'altres grups a favor de la música com la Unió Europea de Compositors (1992) i la Societat Francesa de Música Contemporània i Acció Musicale Philip Morris.
| «                | Sense privar-se de les aportacions del seu temps, Ancelin rebutja qualsevol procés o sistema d'escriptura. A poc a poc va anar descobrint la seva llengua, regida per una modalitat molt lliure, i el seu estil, basat en la primacia de l'expressió | » |
| — Marc Honegger, | |   |

## Premis i reconeixement
- 1975 Premi Georges Bizet de l'Institut de França (Acadèmia de Belles Arts)
- Premi SACD de Creació Lírica
- Premi Florent Schmitt
- Premi Paul-Louis Weiller
- Premi Florence Gould
- Pierre Ancelin va ser un oficial d'arts i lletres

## Obres
Simfonies
- N°1 pour grand orchestre (1961) Éditions Choudens
- N°2 pour petit orchestre (1963) Éditions Choudens
- N°3 pour orchestre d'Harmonie dite Hommage à Mistral. (1976) Éditions Billaudot
- N°4 pour instruments à vent (1974) Éditions Billaudot
- N°5 pour violoncelle et orchestre dite Hommage à Ghirlandejo (1967) Éditions Choudens
- N°6 pour grand orchestre dite Iles (1989) Éditions Max Eschig
- Ouverture pour les Archaniens 1972. Éditions Billaudot
- Capriccio, pour cordes (1968) Éditions Billaudot
- Sinfoniette pour cordes (1970) (inédit)

Òperes
- Le Journal d'un Fou en un acte i dos quadres, després de Gogol - Llibret de S. Luncan, creació a Ginebra 1968, Éditions Choudens
- Aliana, en un pròleg i dos actes. Llibret de P. Belem / P. Ancelin, Création Tourcoing 1981 (inèdit)
- Les Ames Mortes, en cinc actes, segons Gogol - Llibret de S. Luncan). 1972-1973 (inèdit) ;
- Le Violoneux, òpera farsa. Llibret de P. Ancelin (inèdit)
- Filius Hominis, òpera sagrada en 10 escenes. Llibret de Raphaël Cluzel, creació Rome 1989. Éditions Choudens
- L'Agonie des Aigles, òpera en 14 escenes, llibret de Victor Haïm. 1992 (inèdit)

Música vocal
- Poèmes de Guerre, per a baríton i orquestra, Texts de Montherlant (1958). Éditions Jobert ;
- Grains de Sable, per a baríton i conjunt instrumental (1970) Inèdit, texts de P. Migaux ;
- Missa Brevis, per a cor mixt, metalls, orgue i timbals (1990) Éditions Max Eschig ;
- 5 poèmes de P. Migaux per a veu mitjana i piano. Éditions Fuzeau ;
- Cançons infantils per a veu mitjana i piano. Éditions Fuzeau ;
- Cançons infantils, per a flauta soprano i arpa. Éditions Fuzeau.

Concerts
- Concert per a flauta, corda i piano Givioso (1970) Edicions Billaudot.
- Concert per a quatre flautes, cordes, piano i percussió (1964) Edicions Billaudot
- Concert per a oboè, piano i cordes (1961) Éditions Choudens.
- Concert per a clarinet, cordes i arpa (inèdit)
- Concert per a fagot i deu instruments Edicions Billaudot.

Música de cambra
- Sonata per a violoncel (1963) Éditions Transatlantiques.
- Sonata per a violí i piano (1968) Edicions Billaudot.
- Sonata per a violoncel i piano (1988) Edicions Max Eschig.
- Dona nobis Pacem, per a violí i orgue (1978) Éditions Billaudot.
- Trio de cordes (Stele, in memoriam B. Bartok) (1965) Éditions Choudens.
- Ombres et Silhouettes, per a ones, piano i percussió (1977) Inèdit.
- Deux Pièces Brèves, per a quartet de corda (1965) Inèdit.
- Quartet de cordes. (1987) Inèdit.
- Quartet per a flauta, violoncel i piano (Jeux d’Été) (1966) Inèdit.
- Très Leys perv Ventadour, per a quintet de metalls (1980) Éditions Billaudot.
- Lyriques, 3 peces per a viola i piano (1984) Éditions Billaudot
- Hommage à Lurçat,, per a flauta, piano i percussió (Inèdit).

Música instrumental
- Chant de déploration, per a trompeta i orgue, en memòria d'André Jolivet. Edicions Billaudot.
- Chants de la vieille Espagne, per a guitarra. Edicions Max Eschig.
- Quatre Preludis per a la guitarra. Edicions Berben.
- Chants pour Zénon, per a orgue. Edicions Choudens.
- Saxophonie, per a saxo alt i piano. Edicions Billaudot.
- Lou Riou, set peces per a flauta i piano. Edicions Ouvrières-Heugel (Leduc).
- Daphné, per a flauta i piano. Edicions Billaudot.
- La Naissance de Gargantua, per a fagot i piano. Edicions Ouvrières-Heugel (Leduc).
- Chant de l'Oiseau qui n'existe pas, per a flauta solista. Edicions Billaudot.
- Garrigues, per a oboè i piano. Edicions Ouvrières-Heugel (Leduc).
- Cançons de la Baixa Bretanya, per a trompeta o trombó i piano. Edicions Ouvrières-Heugel (Leduc).
- Larmento, in memoriam Sauguet, per a violoncel sol. Edicions Max Eschig.
- Impromptu de Bajolet, per a piano. Edicions Max Eschig.
- Preludis per a piano
- Preludi n°1 Éditions Choudens.
- Centre d'Art Preludi n°2.